# Eueides copiosus
Eueides copiosus är en fjärilsart som beskrevs av Hans Ferdinand Emil Julius Stichel 1906. Eueides copiosus ingår i släktet Eueides och familjen praktfjärilar. Inga underarter finns listade i Catalogue of Life.